# Winfried Moewes
Winfried Moewes (* 20. Dezember 1939 in Leipzig; † 15. Februar 1994 in Warder (Kreis Segeberg)) war ein deutscher Geograf, Hochschullehrer und Fachbuchautor.

## Werdegang
1972 wurde Moewes, der nach seiner Promotion am 22. Dezember 1967 als wissenschaftlicher Assistent bei Harald Uhlig an der Justus-Liebig-Universität Gießen tätig war, zum ordentlichen Professor ernannt und mit der Vertretung der neu geschaffenen Professur für Angewandte Geographie und Regionalplanung an der Universität Gießen betraut. Moewes war zudem Mitglied des Direktoriums des Zentrums für regionale Entwicklungsforschung an der Justus-Liebig-Universität Gießen. Das Zentrum arbeitet auf der Basis interdisziplinärer, projektbezogener Arbeitsgruppen, in denen raum- und entwicklungsbezogene Fragestellungen sowohl in Industrie- als auch in Entwicklungsländern untersucht werden.
1982 folgte er dem Ruf an die Eberhard Karls Universität Tübingen auf den Lehrstuhl für Angewandte Anthropogeographie und Regionale Geographie Mitteleuropas, den er bis 1990 innehatte, ehe er krankheitsbedingt in den vorzeitigen Ruhestand versetzt wurde. Er starb im Alter von 54 Jahren.

## Institutioneller Rahmen seines Wirkens
Mit der Einführung des neuen Diplom-Studiengangs entstand in den 1970er Jahren am Geographischen Institut der Universität Gießen eine neue Abteilung für Angewandte Geographie und Regionalplanung. Sie wurde bis 1982 im Wesentlichen von den Lehrstuhlinhabern Winfried Moewes und Volker Seifert betreut, anschließend bis 2005 von Seifert allein. In Zusammenarbeit mit studentischen Arbeitskreisen wurden hier Gutachten zur Stadtentwicklung mittelhessischer Städte, wie Laubach, Grünberg, Lich, Weilburg, Wetzlar, Gießen geschrieben, ebenso zur Entwicklung des innerstädtischen Einzelhandels Gießens, zur Ansiedlung großflächiger Einzelhandelsbetriebe und zur Versorgung des ländlichen Raumes. Beauftragt von staatlichen Stellen wurden zudem der erste Raumordnungsbericht Mittelhessen (1972) und das Raumordnungsgutachten Mittelhessen (1973) erstellt.
Idee und Konzept der Stadt Lahn, ein in den Jahren 1977 bis 1979 bestehender Zusammenschluss der Städte Gießen und Wetzlar sowie 14 Umlandgemeinden gingen auf Überlegungen von Moewes zum Stadt-Land-Verbund zurück. Er war der Auffassung, im Raum Gießen – Wetzlar ließen sich „auf beste Weise ländliche Elemente, große Grün- und Wasserflächen mit städtischen Strukturen verflechten.“ Allerdings kritisierte er die Namensgebung Stadt Lahn: Man lösche damit „alte, traditionsreiche Städtenamen aus, als seien dies rasch wechselnde Bezeichnungen für Waschpulver.“
Moewes Arbeiten zum städtebaulichen Rahmenplan Gießen – Wetzlar (1981) und zum Flächennutzungsplan der Stadt Gießen wurden nach Beendigung des Lahnstadt-Konstruktes für die Nachfolgegemeinden zur raumplanerischen Grundlage für deren Entwicklungsplanung. Hierbei erwies sich eine verstärkte Abstimmung der einzelnen gemeindlichen Planungen als dienlich.

## Wissenschaftlicher Ansatz
Sein wissenschaftliches Interesse galt der Erforschung der Wechselwirkung zwischen Mensch und Raum. Daraus leitete er eine fundierte Begründung für das Leitbild einer Siedlungsstruktur ab, „in der sich wohlbefindlich und gesund leben lässt.“ Ausgangspunkt der geowissenschaftlichen Betrachtung Moewes' war der Mensch, der die verschiedenen erdräumlichen Faktoren seines Umfeldes bewertet, woraus Raumnutzungen entstehen. Diese Bewertungen laufen permanent ab, was einen ständigen räumlichen Anpassungsprozess auslöst.
Verdichtete Siedlungsformen hätten sich als genauso ungünstig erwiesen wie flächenhaft ausufernde Wohnbebauungen. Derlei ungeordnete Siedlungsmuster seien durch fehlende Kenntnis der vielfältigen lebensräumlichen Belange des Menschen verursacht. Es gelte diese zunächst hinreichend zu definieren. Hierzu biete sich ein interdisziplinärer Ansatz (unter Berücksichtigung von Aspekten der Verhaltenspsychologie, Tierökologie, Anthropologie, Genetik etc.) an. Daraus begründe sich ein gewünschtes, „menschengerechtes“ System der Flächennutzung, in dem die lebensräumliche Umwelt einer Region grundlegend neu geordnet ist. Raumplanerische Aufgabe sei es, deren räumliches Potential in seiner Vielfalt zu erschließen und sich wechselseitig ergänzend nutzbar zu machen. Grundsätzlich müsse man das gesamte Mosaik der Landnutzung in den Fokus nehmen, gelte es doch, die räumliche Zuordnung unterschiedlichster Nutzungsansprüche der Bevölkerung harmonisch aufeinander abzustimmen.
Um den Bewohnern einer Region sowohl die Vorteile des städtischen Lebens wie auch des ländlichen Raumes zu bieten, schwebt Moewes das Leitbild eines Stadt-Land-Verbunds vor, in dem städtische und ländliche Elemente „feingliedrig miteinander verfingert“ sind.
So entstehe eine „Versöhnung von technischem Fortschritt und Natur, von Verstädterung und Landleben, von Bevölkerungsexplosion und ökologischem Gleichgewicht“. In einer wie ein parkartiges Mosaik gegliederten Siedlungslandschaft, das sich in teils verdichteten, teils aufgelockerten Wohnumgebungen auflöst, könne auch der „Wert der Tier- und Pflanzenwelt“ dauerhaft erhalten bleiben. Letztlich ist die Idee einer „dem Menschen dienenden Siedlungsstruktur“ auf dem von Ebenezer Howard geprägten Siedlungstypus der Gartenstadt aufgebaut.
Der erste Schritt bei der Neuordnung der Raumnutzung besteht laut Moewes in einer Bewertung der geographischen Voraussetzungen (Geofaktoren) durch den Menschen. Diese sei stetigem gesellschaftlichen Wandel unterworfen und durch sich immerzu ändernde menschliche Präferenzen bestimmt.
Im Laufe der sozio-ökonomischen Entwicklung habe sich die Priorität ständig verändert. Vor rund 200 Jahren zog es die Menschen in die Industrieräume, um hier Auskommen zu finden, das ihnen ihre ländliche Heimat nicht mehr bieten konnte. Dies führte in den Zentren zu einer immer höheren Wohndichte, die nach Jahrzehnten als so unerträglich empfunden wurde, dass der Umzug in die ländliche Umgebung, begünstigt durch gestiegenen Wohlstand und veränderte lebensräumliche Anforderungen möglich wurde. Dies führte zu großflächigen, ungeordneten Vorortsiedlungen ohne Anbindung zu städtischen Angeboten. Hieraus erwachse die Notwendigkeit raumplanerischen Eingreifens. Dessen Aufgabe sei es, das jeweilige erdräumliche Potential einer Region in Bezug zu den tatsächlich hier ablaufenden Prozessen zu setzen. Daraus abgeleitete gebietsspezifische Entwicklungsmöglichkeiten ließen sich dann auf Basis eines vom Gesetzgeber flexibel vorgegebenen Ordnungsrahmens am besten umsetzen. Allzu detaillierte planerische Festlegungen und langfristige Prognoseverfahren seien allerdings nicht zielführend, da sie dem simultan mitlaufenden Bewertungsprozess menschlicher Erwartungen an die gestaltete Umwelt im Wege stehen könnten.
In seiner Arbeit Grundfragen der Lebensraumgestaltung hat Moewes dies 1980 grundlegend beschrieben. In dem ein Jahr später erschienenen Ergänzungsband Stadt-Land-Verbund in der Planungspraxis wird die praktische Umsetzbarkeit seiner Idee am Beispiel des Raumes Gießen – Wetzlar dargelegt.

## Kritik
Moewes‘ Ansatz wurde seit den 1970er Jahren am Geographischen Institut der Universität Gießen kontrovers diskutiert. Kritische Stimmen verwiesen darauf, dass jedes Individuum eine bloße Bewertung von Geofaktoren für seine Wohnortwahl zwar vornehmen könne. Allerdings führe diese nur dann zu Anpassungen der Wohnungswahl, wenn das verfügbare Haushaltseinkommen diese überhaupt erst möglich mache.
Was Winfried Moewes als „wohldimensionierte Kombination von Offenräumen und Überbauungsbereichen“ umschrieb, ist zudem ökologischen Erfordernissen nicht mehr angemessen. Ein derartiges Siedlungsmuster erscheint weder verkehrs- noch versorgungstechnisch beherrschbar, noch wird es sozialpolitisch und sozialpsychologisch als tragfähig angesehen.
Auch aus Gründen der Energie-Effizienz wird die großflächig gegliederte Bebauung, die den Stadt-Land-Verbund ausmacht, in Frage gestellt, da diese ausufernde Leitungsnetze zur Folge habe und lange Wege sowie zusätzlichen Verkehr mit zusätzlichen Fahrzeugen auslöse. Generell sei die Einzelhausbebauung ein „Ressourcenfresser“, so der Bautheoretiker (und Namensvetter) Günther Moewes und somit „in jedem Fall die energetisch ungünstigste Gebäudeart“.

## Publikationen (Auswahl)
- Winfried Moewes: Grundfragen der Lebensraumgestaltung: Raum u. Mensch, Prognose, „offene“ Planung und Leitbild. Walter de Gruyter-Verlag, Berlin – New York 1980, ISBN 3-11-007960-7.
- Winfried Moewes: Grundfragen der Lebensraumgestaltung. Ergänzungsband: Stadt-Land-Verbund in der Planungspraxis am Beispiel des städtebaulichen Rahmenplans Gießen – Wetzlar. Walter de Gruyter-Verlag, Berlin – New York 1981, ISBN 978-3-11-008477-1.
- Winfried Moewes: Sozial- und wirtschaftsgeographische Untersuchung der nördlichen Vogelsbergabdachung Methode zur Erfassung eines Schwächeraumes. Selbstverlag. Geograph. Inst. der Justus-Liebig-Univ., Gießen 1968.
- mit Volker Seifert: Entwicklungsgutachten für die Kernstadt Grünberg und ihren Grundversorgungsbereich. Gießen 1973.
- mit Volker Seifert: Gutachten zur Entwicklung der Stadt Laubach unter besonderer Berücksichtigung der Innenstadtsanierung und der Arbeitsmarktsituation. Gießen 1971.
- mit Volker Seifert: Regionaler Raumordnungsplan Mittelhessen. Gießen 1974.
- mit Volker Seifert: Raumordnungsgutachten für die Planungsregion Mittelhessen. Gießen 1973.
- mit Volker Seifert: Raumordnungsbericht Mittelhessen. Teil Lahn-Dill-Gebiet. Gießen 1972.
- mit Volker Seifert: Vorbericht zur Raumordnung für die Allgemeine Planungsgemeinschaft Oberhessen. Gießen 1969.
- mit Volker Seifert: Strukturuntersuchung Abgrenzung und wirtschaftliche Beurteilung des regionalen Planungsraumes Schwalm. Gießen 1967/68.